# Boris Dmitrijewitsch Urlapow
Boris Dmitrijewitsch Urlapow (russisch Борис Дмитриевич Урлапов; * 12. Junijul. / 25. Juni 1912greg. in Astrachan; † 1982) war ein sowjetischer Flugzeugkonstrukteur. Er entwickelte 1931 einen der ersten Lastensegler der Welt.

## Leben
Boris Urlapow war der Sohn eines Tataren und einer Russin. Die Schule absolvierte er in Saratow, wo er bald durch seine Begabung für Mathematik und Physik auffiel. In seiner Freizeit besuchte er einen Segelflugclub, der von dem später als Konstrukteur bekannt gewordenen Oleg Antonow geleitet wurde. Dort war Urlapow auch an der Konstruktion und dem Bau seines ersten Segelflugzeuges beteiligt. 1930 schloss er die Schule ab und zog nach Moskau, wo er sich beim Entwicklungsbüro von Pawel Grochowski als Konstrukteur bewarb und auch eingestellt wurde. Mit 19 Jahren wurde Urlapow 1931 zum Leiter einer Konstruktionsabteilung in Grochowskis Büro ernannt. Dort entstand auch im gleichen Jahr der Lastensegler G-63, der in seinen Tragflächen mit einer Flügelspannweite von 28 Metern bis zu 16 Soldaten befördern konnte. Die Unterbringung erfolgte liegend und war relativ problematisch, so dass das Flugzeug ein Prototyp blieb. Lediglich ein zweites, zweisitziges Exemplar wurde noch 1934 gebaut, welches 1935 zum Motorsegler G-31 umfunktioniert wurde. Etwas später wurde Urlapow zu Grochowskis Stellvertreter befördert. 1936 entwarf er den Hochgeschwindigkeitsjäger G-26 mit einem Hauptrad und Stützspornen unter den Tragflächen. Da die Gelder für dieses Projekt gestrichen wurden, kam es nie zur Erprobung dieses ungewöhnlichen Flugzeuges.
In den späten 1930er Jahren wurde Boris Urlapow Prüfingenieur und stellvertretender Chefingenieur der sowjetischen Luftlandetruppen. Während des Zweiten Weltkrieges war er für die technische Organisation von Kampfeinsätzen mit Lastenseglern verantwortlich. Urlapow starb 1982 im Rang eines Diplom-Ingenieurs und Oberst a. D.